# Golden Spike Ostrava 2019
Il Golden Spike Ostrava 2019 è stato la 58ª edizione dell'annuale meeting di atletica leggera; le competizioni hanno avuto luogo al Městský stadion di Ostrava, il 20 giugno 2019. Il meeting è stato la sesta tappa del circuito IAAF World Challenge 2019.

## Risultati[1]

### Uomini
| Specialità             |                        | Prestazione | 2º classificato      | Prestazione | 3º classificato           | Prestazione |
| 100 m                  | Michael Rodgers        | 10"04       | Andre De Grasse      | 10"05       | Zhenye Xie                | 10"06       |
| 200 m                  | Andre De Grasse        | 19"91       | Christian Coleman    | 19"97       | Clarence Munyai           | 20"31       |
| 400 m                  | Steven Gardiner        | 44"95       | Abbas Abubakar Abbas | 45"86       | Luka Janezic              | 45"97       |
| 800 m                  | Amel Tuka              | 1'44"95     | Adam Kszczot         | 1'45"63     | Alfred Kipketer           | 1'45"90     |
| Miglio                 | Charlie Da'Vall Grice  | 3'56"95     | Michael Kibet        | 3'57"01     | Ben Blankenship           | 3'57"27     |
| Salto con l'asta       | Sam Kendricks          | 5.93 m      | Piotr Lisek          | 5.71 m      | Augusto Dutra de Oliveira | 5.71 m      |
| Salto in lungo         | Juan Miguel Echevarría | 8.32 m      | Miltiadīs Tentoglou  | 7.95 m      | Filippo Randazzo          | 7.83 m      |
| Getto del peso         | Tomas Walsh            | 22.27 m     | Michał Haratyk       | 21.77 m     | Tomáš Stanek              | 21.04 m     |
| Lancio del giavellotto | Magnus Kirt            | 90.34 m     | Cyprian Mrzyglod     | 83.88 m     | Jakub Vadlejch            | 82.97 m     |

### Donne
| Specialità             |                     | Prestazione | 2º classificato | Prestazione | 3º classificato     | Prestazione |
| 300 m                  | Shaunae Miller-Uibo | 34"41       | Brittany Brown  | 35"91       | Jaide Stepner       | 36"12       |
| 1500 m                 | Gudaf Tsegay        | 4'02"95     | Sarah McDonald  | 4'03"79     | Hawi Feysa          | 4'04"13     |
| Salto in alto          | Mariya Lasitskene   | 2.06 m      | Karyna Taranda  | 1.98 m      | Nicola McDermott    | 1.96 m      |
| Lancio del martello    | Wang Zheng          | 75.80 m     | Gwen Berry      | 74.38 m     | Alexandra Tavernier | 73.36 m     |
| Lancio del giavellotto | Sara Kolak          | 64.45 m     | Martina Ratej   | 61.01 m     | Annu Rani           | 60.20 m     |